# Leucania congener
Leucania congener là một loài bướm đêm trong họ Noctuidae.